# Rio Santa Catarina
O rio Santa Catarina é um rio brasileiro que tem seu nome a Serra de Santa Catarina, que ao ser assim denominada pelos missionários católicos que percorreram a região no século XVII, serviu de referência para toda região que a circunda, inclusive, como citado, o rio. O rio nasce na confluência das serras do São João e Sobra de Terras, no município de Conceição de Macabu e percorre cerca de 15 km até desaguar no rio Macabu.
Em meados dos anos 1960 a fazenda Santo Agostinho tornou-se a mais importante da região, promovendo um fato curioso: a troca informal do nome do rio, que passou de Santa Catarina para Santo Agostinho. Hoje, o termo oficial, rio Santa Catarina é usado em documentos oficiais e reconhecido pelo IBGE e o CIDE, entretanto, popularmente é conhecido como rio Santo Agostinho.